# Андрија Сакат
Андрија Захарија или Андрија Сакат (умро после 1385) је био брат Николе Саката са којим је 1385. године подигао побуну против Ђурђа II Страцимировића.

## Биографија
Једини извор који помиње Андрију јесте "Краљевство Словена" Мавра Орбина, за разлику од његовог брата Николе кога помињу млетачки и дубровачки извори. Након погибије Површка (1363), Никола је постао кастелан Дубровника са титулом војводе. Орбин о Сакатима пише као о "зетској властели, паметним и оштроумним људима". Породица Сакат је тако названа по једном селу изнад Дања. Иван Божић је ову породицу идентификовао са Захаријама. Орбин описује покушај двојице властелина да узурпитају власт. Страцимировић је затражио савет од Дукађина, па је Андрију и Николу, по његовом савету, заробио и ослепео. Даља судбина Николе и Андрије није позната. Након сукоба са Страцимировићем, Никола се не помиње у изворима. Од Саката потиче каснији самостални господар Дања, Која Захарија.